# غونتر يان (عسكري)
غونتر يان (بالألمانية: Günther Jahn)‏ هو رجل غواصة وجندي ألماني، ولد في 27 سبتمبر 1910 في هامبورغ في ألمانيا، وتوفي في 12 أبريل 1992 في كرايلينغ في ألمانيا.